# KNVB-Pokal 1948/49
Der KNVB-Pokal 1948/49 war die 38. Auflage des niederländischen Fußball-Pokalwettbewerbs. Pokalsieger wurde Quick Nijmegen. Das Team setzte sich im Finale gegen den SC Helmondia nach Elfmeterschießen durch. Das Spiel endete nach 90 Minuten 1:1. Eine Verlängerung wurde nicht gespielt.

## Modus
Alle Begegnungen wurden in einem Spiel ausgetragen. Bei unentschiedenem Ausgang kam die auswärts spielende Mannschaft eine Runde weiter. Das Finale wurde dagegen bei einem Unentschieden ohne Verlängerung durch jeweils drei geschossene Elfmeter entschieden.

## 1. Runde
| Datum |                        | Ergebnis |                                |
| ----- | ---------------------- | -------- | ------------------------------ |
|       | VV Aalsmeer            | 2:1      | ASV De Germaan                 |
|       | Achilles ̓12            | 1:4      | Heracles Almelo                |
|       | ADO Den Haag           | 2:1      | SV Wassenaar                   |
|       | Ajax Amsterdam         | 5:0      | UVV Utrecht                    |
|       | VV Baardwijk           | 9:0      | SV ADVENDO Breda               |
|       | Be Quick 1887          | 9:2      | VV Zuidbroek                   |
|       | VV Bladella            | 1:3      | RKVV Veloc                     |
|       | VV Bleijerheide        | 1:2      | SV Hoensbroek                  |
|       | SV Budel               | 2:3      | SC Helmondia                   |
|       | HSV Cromvliet          | 2:7      | HBS Craeyenhout                |
|       | CVV Rotterdam          | 4:2      | Hermes DVS                     |
|       | DCL Rotterdam          | 1:6      | RFC Xerxes                     |
|       | VV De Zeeuwen          | 1:0      | RKVV METO                      |
|       | VV DESK                | 0:0      | NAC Breda                      |
|       | SV Deurne              | 2:4      | RKTVV Tilburg                  |
|       | DOG Utrecht            | 2:0      | GRC Groningen                  |
|       | VV Dongen              | 1:2      | RKVV Zwaluw VFC                |
|       | SV DOSKO               | 1:1      | VV NSV                         |
|       | DWSV Utrecht           | 2:2      | Rapiditas Weesp                |
|       | EBOH Dordrecht         | 0:3      | Excelsior Rotterdam            |
|       | VV Ede                 | 1:3      | PEC Zwolle                     |
|       | VV Elinkwijk           | 2:1      | CDN Driebergen                 |
|       | Sportclub Enschede     | 1:4      | VOSTA Enschede                 |
|       | ESCA Arnheim           | 3:4      | Enschedese Boys                |
|       | LAC Frisia Leeuwarden  | 5:2      | VV Blue Boys                   |
|       | FSV Pretoria Rotterdam | 2:3      | Fortuna Vlaardingen            |
|       | CVV Germanicus         | 6:2      | VV Wijster                     |
|       | RKSV Groene Ster       | 2:2      | SV Schinnen                    |
|       | GVAV Rapiditas         | 3:1      | VV Veendam                     |
|       | HFC Haarlem            | 5:1      | Wormer SV 1930                 |
|       | VV Harlingen           | 1:3      | LVV Friesland                  |
|       | RKVV Heksenberg        | 1:3      | MVV Maastricht                 |
|       | VV Hillinen            | 3:2      | Heracles Almelo                |
|       | VV Hoogezand           | 1:1      | GVV Velocitas 1897             |
|       | HOV Rotterdam          | 3:1      | SV Gouda                       |
|       | Heldersche RC          | 4:2      | RKVV DEM Beverwijk             |
|       | IVO Velden             | 0:5      | VVV-Venlo                      |
|       | AVC La Première        | 3:0      | WVV Wageningen                 |
|       | VV Laura               | 0:5      | SV Maurits Lutterade           |
|       | VV Lekkerkerk          | 1:1      | SC Emma Dordrecht              |
|       | SV Limburgia           | 4:3      | RKVV Kolonia                   |
|       | AVV Madjoe             | 0:1      | Alcmaria Victrix               |
|       | VV Moordrecht          | 2:2      | RV & AV Overmaas               |
|       | VV Muntendam           | 1:2      | HSC Harlingen                  |
|       | SV Nijmegen            | 2:4      | SV Helios Deventer             |
|       | OLIVEO Pijnacker       | 3:2      | VUC Den Haag                   |
|       | Oost Arnhemse Boys     | 4:2      | VVG ʼ25 Gaanderen              |
|       | VV Oosterparkers       | 2:1      | VV Leeuwarden                  |
|       | OSV Oostzaan           | 0:1      | Haarlemse FC EDO               |
|       | LVV De Postduiven      | 1:1      | AVV Alphen                     |
|       | PSV Eindhoven          | 3:0      | Concordia SVD ’s-Hertogenbosch |
|       | QSC Wormerveer         | 3:0      | ZVV Zandvoortmeeuwen           |
|       | Quick 1888             | 4:2      | VV Rigtersbleek                |
|       | VV Rheden              | 2:0      | AZC Zutphen                    |
|       | RKONS Schaesberg       | 5:7      | SV Kerkrade                    |
|       | LV Roodenburg          | 0:5      | RV & AV Neptunus               |
|       | 's-Gravenzandse VV     | 1:7      | Feijenoord Rotterdam           |
|       | SC Emma Hoensbroek     | 2:1      | VVH ʼ16 Heerlen                |
|       | SC Best                | 0:0      | Veersche Boys                  |
|       | SCD '33 Deest          | 0:4      | Soest ESVAC Combinatie         |
|       | RKVV Sevenum           | 1:1      | VV Steijl                      |
|       | Sittardse Boys         | 4:0      | VV Linne                       |
|       | SV Slikkerveer         | 2:1      | RVV COAL                       |
|       | VV Sneek               | 5:0      | Friesche VC                    |
|       | Spartaan '20 Rotterdam | 0:2      | GVV Unitas                     |
|       | Standaard Maastricht   | 7:1      | VAV Juliana Spekholzerheide    |
|       | VV Terneuzen           | 0:1      | Willem II Tilburg              |
|       | SV The Victory         | 1:7      | HVC Amersfoort                 |
|       | TSC Oosterhout         | 7:2      | WVV Winschoten                 |
|       | VCS Den Haag           | 1:2      | RKSV Blauw Zwart               |
|       | Velox Utrecht          | 2:4      | DWS Amsterdam                  |
|       | RKSV Vitesse '22       | 3:3      | Koninklijke HFC                |
|       | CVV Vriendenschaar     | 3:3      | Kooger FC                      |
|       | VV Watergraafsmeer     | 0:1      | DOS Utrecht                    |
|       | VV West Frisia         | 3:3      | RKSV Volendam                  |
|       | WFC Wormerveer         | 2:1      | AVV De Volewijckers            |
|       | Wilhelmina Den Bosch   | 1:4      | VV Eindhoven                   |
|       | Wit Zwart '32          | 6:1      | SC Grave                       |
|       | WVC Winterswijk        | 4:1      | Ajax Amsterdam B               |
|       | Zwolsche AC            | 1:4      | HVV Hengelo                    |
|       | AVV Zeeburgia          | 4:1      | VV Bloemendaal                 |
|       | ASV Alexandria         | Freilos  |                                |
|       | VV BNC Finsterwolde    | Freilos  |                                |

## 2. Runde
| Datum |                        | Ergebnis |                      |
| ----- | ---------------------- | -------- | -------------------- |
|       | VV Aalsmeer            | 0:0      | DWS Amsterdam        |
|       | Ajax Amsterdam         | 2:0      | QSC Wormerveer       |
|       | AVV Alphen             | 3:2      | ADO Den Haag         |
|       | CVV Rotterdam          | 1:0      | Fortuna Vlaardingen  |
|       | VV De Zeeuwen          | 1:1      | VV NSV               |
|       | DOG Utrecht            | 0:3      | Be Quick 1887        |
|       | DOS Utrecht            | 1:2      | Kooger FC            |
|       | VV Eindhoven           | 3:3      | VV Baardwijk         |
|       | VV Elinkwijk           | 3:3      | Alcmaria Victrix     |
|       | SC Emma Dordrecht      | 4:0      | RFC Xerxes           |
|       | Enschedese Boys        | 1:0      | ASV Alexandria       |
|       | Excelsior Rotterdam    | 3:1      | OLIVEO Pijnacker     |
|       | Feijenoord Rotterdam   | 6:0      | RKSV Blauw Zwart     |
|       | LVV Friesland          | 2:2      | GVV Velocitas 1897   |
|       | LAC Frisia Leeuwarden  | 2:3      | VV BNC Finsterwolde  |
|       | CVV Germanicus         | 2:1      | HVV Hengelo          |
|       | GVAV Rapiditas         | 9:0      | HSC Harlingen        |
|       | HBS Craeyenhout        | 3:2      | RV & AV Overmaas     |
|       | SV Helios Deventer     | 0:2      | Heracles Almelo      |
|       | VV Hillinen            | 0:5      | WFC Wormerveer       |
|       | SV Hoensbroek          | 5:2      | VVV-Venlo            |
|       | Heldersche RC          | 1:2      | HFC Haarlem          |
|       | HVC Amersfoort         | 4:2      | Koninklijke HFC      |
|       | SV Kerkrade            | 2:3      | Sittardse Boys       |
|       | AVC La Première        | 2:1      | WVC Winterswijk      |
|       | SV Limburgia           | 4:2      | Wit Zwart '32        |
|       | MVV Maastricht         | 7:0      | SV Schinnen          |
|       | RV & AV Neptunus       | 3:1      | HOV Rotterdam        |
|       | Oost Arnhemse Boys     | 0:0      | PEC Zwolle           |
|       | VV Oosterparkers       | 2:0      | VV Sneek             |
|       | Quick 1888             | 1:0      | VV Rheden            |
|       | Rapiditas Weesp        | 0:3      | AVV Zeeburgia        |
|       | RKTVV Tilburg          | 2:1      | PSV Eindhoven        |
|       | SC Emma Hoensbroek     | 3:0      | SV Maurits Lutterade |
|       | Soest ESVAC Combinatie | 3:0      | VOSTA Enschede       |
|       | Standaard Maastricht   | 4:2      | VV Steijl            |
|       | TSC Oosterhout         | 2:0      | Veersche Boys        |
|       | GVV Unitas             | 1:2      | SV Slikkerveer       |
|       | RKVV Veloc             | 1:1      | SC Helmondia         |
|       | RKSV Volendam          | 7:0      | Haarlemse FC EDO     |
|       | RKVV Zwaluw VFC        | 1:1      | NAC Breda            |
|       | Willem II Tilburg      | Freilos  |                      |

## Zwischenrunde
| Datum |                     | Ergebnis |                    |
| ----- | ------------------- | -------- | ------------------ |
|       | Alcmaria Victrix    | 3:4      | RKSV Volendam      |
|       | VV BNC Finsterwolde | 2:4      | GVV Velocitas 1897 |
|       | Excelsior Rotterdam | 1:1      | SC Emma Dordrecht  |
|       | GVAV Rapiditas      | 3:1      | VV Oosterparkers   |
|       | HFC Haarlem         | 1:1      | Ajax Amsterdam     |
|       | HBS Craeyenhout     | 1:1      | RV & AV Neptunus   |
|       | SV Hoensbroek       | 2:3      | RKTVV Tilburg      |
|       | AVC La Première     | 1:3      | Heracles Almelo    |
|       | SV Limburgia        | 1:4      | SC Helmondia       |
|       | NAC Breda           | 3:1      | TSC Oosterhout     |

## 3. Runde
| Datum |                      | Ergebnis |                        |
| ----- | -------------------- | -------- | ---------------------- |
|       | Ajax Amsterdam       | 1:4      | SC Emma Dordrecht      |
|       | DWS Amsterdam        | 4:0      | CVV Rotterdam          |
|       | Enschedese Boys      | 3:0      | PEC Zwolle             |
|       | Feijenoord Rotterdam | 4:1      | AVV Zeeburgia          |
|       | CVV Germanicus       | 2:3      | GVV Velocitas 1897     |
|       | GVAV Rapiditas       | 2:3      | Quick 1888             |
|       | Heracles Almelo      | 1:0      | Be Quick 1887          |
|       | HVC Amersfoort       | 5:1      | Soest ESVAC Combinatie |
|       | Kooger FC            | 2:3      | RV & AV Neptunus       |
|       | MVV Maastricht       | 3:1      | VV Baardwijk           |
|       | NAC Breda            | 1:1      | SC Helmondia           |
|       | VV NSV               | 0:3      | Willem II Tilburg      |
|       | Sittardse Boys       | 1:0      | RKTVV Tilburg          |
|       | SV Slikkerveer       | 2:1      | AVV Alphen             |
|       | Standaard Maastricht | 1:2      | SC Emma Hoensbroek     |
|       | WFC Wormerveer       | 3:1      | RKSV Volendam          |

## 4. Runde
| Datum      |                      | Ergebnis |                   |
| ---------- | -------------------- | -------- | ----------------- |
| 26.05.1949 | SC Emma Dordrecht    | 4:1      | DWS Amsterdam     |
| 26.05.1949 | Feijenoord Rotterdam | 4:0      | SV Slikkerveer    |
| 26.05.1949 | SC Helmondia         | 4:3      | MVV Maastricht    |
| 26.05.1949 | HVC Amersfoort       | 3:3      | Willem II Tilburg |
| 26.05.1949 | RV & AV Neptunus     | 6:1      | WFC Wormerveer    |
| 26.05.1949 | Quick 1888           | 3:0      | Enschedese Boys   |
| 26.05.1949 | SC Emma Hoensbroek   | 3:0      | Sittardse Boys    |
| 26.05.1949 | GVV Velocitas 1897   | 0:1      | Heracles Almelo   |

## Viertelfinale
| Datum      |                      | Ergebnis |                    |
| ---------- | -------------------- | -------- | ------------------ |
| 29.05.1949 | SC Emma Dordrecht    | 1:0      | Heracles Almelo    |
| 01.06.1949 | Feijenoord Rotterdam | 3:1      | RV & AV Neptunus   |
| 29.05.1949 | Quick 1888           | 5:1      | SC Emma Hoensbroek |
| 29.05.1949 | Willem II Tilburg    | 1:1      | SC Helmondia       |

## Halbfinale
| Datum      |                      | Ergebnis |              |
| ---------- | -------------------- | -------- | ------------ |
| 06.06.1949 | Feijenoord Rotterdam | 1:1      | SC Helmondia |
| 06.06.1949 | Quick 1888           | 4:3      | SC Emma      |

## Finale
| Quick Nijmegen                                   | Quick Nijmegen | SC Helmondia | SC Helmondia |
| ------------------------------------------------ | --- | --- | ------------ |
| Quick Nijmegen                                   | \| 11. Juni 1949 in Eindhoven (Jan-Louwers-Stadion) \| \| Ergebnis: 1:1 (1:1); 2:1 i. E. \| \| Zuschauer: 18.000 \| \| Schiedsrichter: Jean Wevers \| \| Spielbericht \| | \| 11. Juni 1949 in Eindhoven (Jan-Louwers-Stadion) \| \| Ergebnis: 1:1 (1:1); 2:1 i. E. \| \| Zuschauer: 18.000 \| \| Schiedsrichter: Jean Wevers \| \| Spielbericht \| | SC Helmondia |
| Quick Nijmegen                                   | 1:0 Piet Schipperheijn (11.) | 1:1 Joseph Nicholson (12.) | SC Helmondia |
| Quick Nijmegen                                   | Elfmeterschießen | | SC Helmondia |
| Quick Nijmegen                                   | 1:1 Hans Engelsman Piet Schipperheijn 2:1 Frans van Es | 0:1 Gerrit Siegers Ad Maas Ad Siegers | SC Helmondia |
| 11. Juni 1949 in Eindhoven (Jan-Louwers-Stadion) | | |              |
| Ergebnis: 1:1 (1:1); 2:1 i. E.                   | | |              |
| Zuschauer: 18.000                                | | |              |
| Schiedsrichter: Jean Wevers                      | | |              |
| Spielbericht                                     | | |              |